# Бутајнова
Бутајнова (словен. Butajnova) је насељено место у општини Доброва-Полхов Градец, Средњесловенска регија, Словенија.

## Историја
До територијалне реорганизације у Словенији била је у саставу града Љубљане, односно старе општине Вич–Рудник.

## Становништво
У попису становништва из 2011. године, Бутајнова је имала 219 становника.
| Број становника према пописима | Број становника према пописима | Број становника према пописима |
| ------------------------------ | ------------------------------ | ------------------------------ |
| 1991                           | 2002                           | 2011                           |
| 180                            | 210                            | 219                            |

## Галерија
- засеок Љубљаница
- засеок Роженија
- капелица
- капелица